# Radipole
Radipole es una parte del distrito de Weymouth y Pórtland, en el condado de Dorset, Inglaterra. Antiguamente era una parroquia civil independiente, hasta que fue abolida como unidad de gobierno local en 1933. No obstante, sigue siendo una parroquia eclesiástica separada. Radipole se encuentra a orillas del lago que le dio su nombre, que actualmente constituye una reserva natural de la Real Sociedad para la Protección de las Aves. El río Wey atraviesa el lago y se adentra en el puerto de Weymouth. Hasta 1984, Radipole tuvo su propia parada de trenes para las líneas South Western Main Line y Heart of Wessex Line.